# Léon Paolini
Léon Paolini, né le 30 août 1921 à Saint-Laurent-du-Var et mort le 5 décembre 2010 dans la même ville, est un coureur cycliste français, en activité de 1941 à 1950,.

## Parcours et biographie
Il s'est particulièrement illustré dans la course Nice-Puget-Théniers-Nice.
Au Circuit de l'Indre de 1943, il termine 10e au classement général.
En 1945, lors de Paris-Roubaix, du Critérium international de la route et du Grand Prix de Nice, il se positionne aux 26e et 15e places.
En 1947 et 1950, il participe au Critérium du Dauphiné où il se classe respectivement 19e et 22e.
Il participe au Circuit des Boucles de la Seine de 1947 et termine 26e à moins de 8 minutes derrière le vainqueur Louison Bobet.

## Palmarès
- 1941
  - 3e de Nice-Puget-Théniers-Nice
- 1943
  - Nice-Puget-Théniers-Nice
  - 2e du Circuit boussaquin
- 1946
  - Nice-Puget-Théniers-Nice
- 1947
  - 2e du Tour de Corrèze
- 1948
  - Nice-Puget-Théniers-Nice
  - 2e du Circuit du Gharb (Maroc)
- 1950
  - 2e du Circuit du Gharb